# Індивідуальне зберігання речей

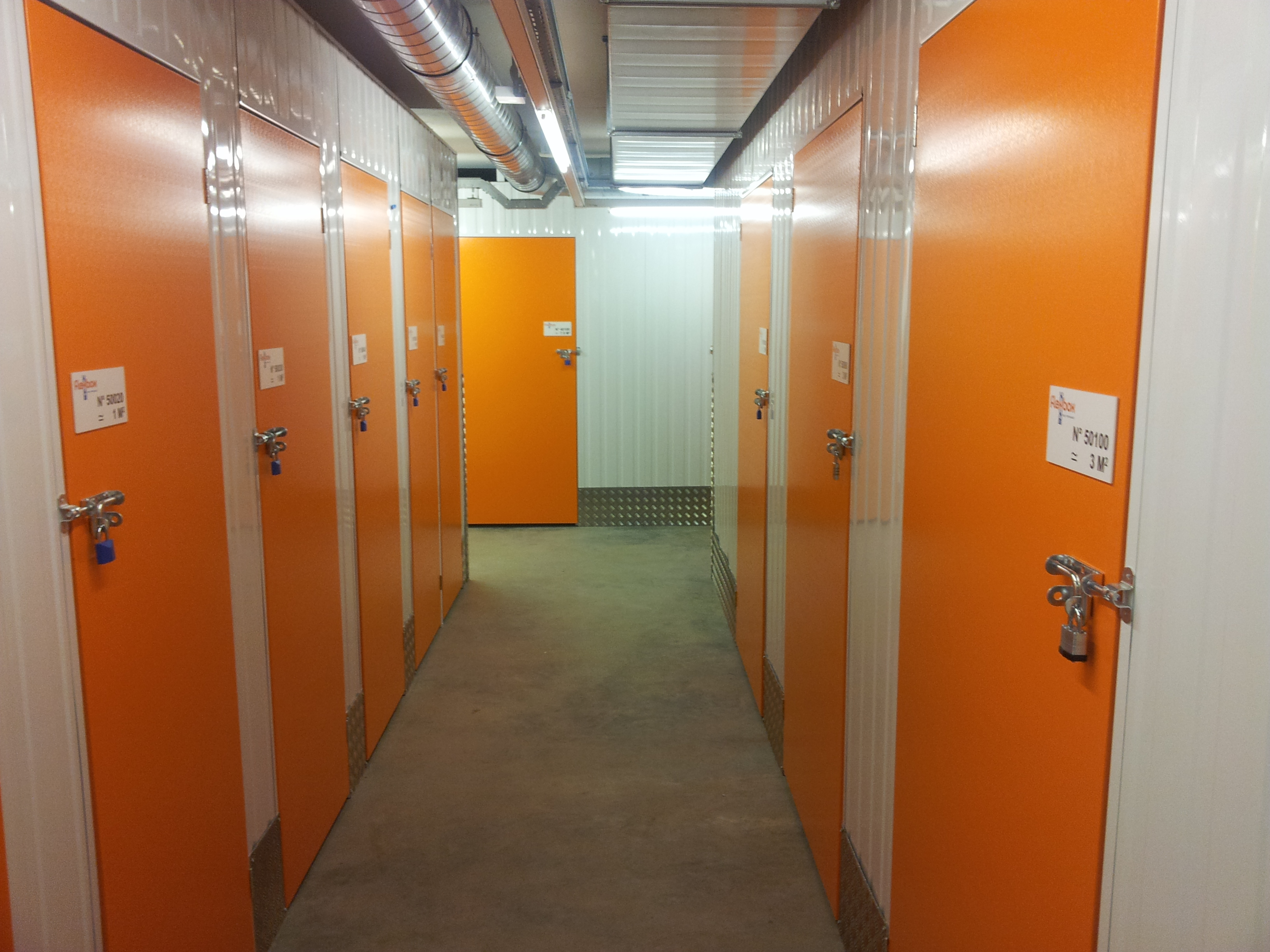
Всередині приміщення для індивідуального зберігання

Індивідуальне зберігання (англ. Self storage, self-service storage) — сегмент ринку по здачі в оренду місця (приміщення, контейнеру) для зберігання побутових речей в індивідуальних комірках (боксах). Орендарями можуть бути як підприємства, так і фізичні особи.
Експерти галузі часто посилаються на «4Ds of life» (death, divorce, downsizing and dislocation)  — «4 життєві обставини» (смерть, розлучення, скорочення та переїзд).

## Формат
Приміщення для зберігання може бути у вигляді як модульного контейнеру, так і відокремленої частини складського приміщення. Площа для зберігання може варіюватися від 1 м² до 100 м² і більше, висота стелі найчастіше — 2,5-3 метри. Кожен бокс має власне освітлення.
Приміщення для індивідуального зберігання оснащені системами охоронної та пожежної безпеки. Також контролюються такі показники, як вологість та температура повітря. Більшість операторів галузі пропонують послуги страхування, транспортування, додаткового пакування, оренди стелажів.
Орендодавці здають індивідуальні бокси в оренду на короткострокову перспективу (часто щомісяця, хоча можливі варіанти довгострокової оренди) для фізичних осіб (як правило, зберігання предметів домашнього вжитку; майже всі юрисдикції забороняють використовувати простір як місце для проживання) або для підприємств (зазвичай зберігають надлишки товарних запасів або архівовані записи). Орендодавець не контролює вміст та не має доступу до індивідуального боксу, на відміну від орендаря, який має цілодобовий доступ до свого майна.

## Історія
Перші згадки про організоване зберігання датуються 4-м тисячоліттям до н.е. У Стародавньому Єгипті та Стародавньому Китаї організовували спеціальні місця для зберігання продовольчих, а потім і господарських товарів. Пізніше, в часи розквіту Римської імперії, коли спостерігався пік завоювань, мандрів та торгівлі, зберіганню товарів приділяли чимало уваги. Але із занепадом імперії зійшла нанівець і потреба у складському зберіганні. Відновлення послуги відбулося у X столітті н.е. у Венеційській республіці. Поштовхом для розвитку стала торгівля між Азією та Європою, а далі — європейська промислова революція.
Загалом, індустрія зберігання мала активний розвиток там, де був відповідний торговий обіг. І Америка не стала винятком. У 1891 році брати Мартін та Джон Бекінси заснували компанію «Bekins», яку вважають піонерами контейнерної концепції зберігання. Компанія займалась перевезенням та зберіганням, а у 1906 році побудувала власний склад у Лос-Анджелесі (штат Каліфорнія, США) (це була перша залізобетонна споруда у місті). Сучасні сховища для індивідуального зберігання (в яких орендар має ексклюзивний доступ до місця зберігання) почали з'являтися наприкінці 1960-х. Перша мережа самообслуговування була відкрита у Техасі. 
У Великій Британії перший склад для індивідуального зберігання було відкрито у 1979 році в Лондоні.
Кількість сховищ повільно зростала протягом 1990-х, в цей час попит випереджав пропозицію і стимулював розвиток галузі індивідуального зберігання. З 2000 по 2005 рік в Америці щороку будували понад 3 000 нових об'єктів.

## Сьогодення

### Америка

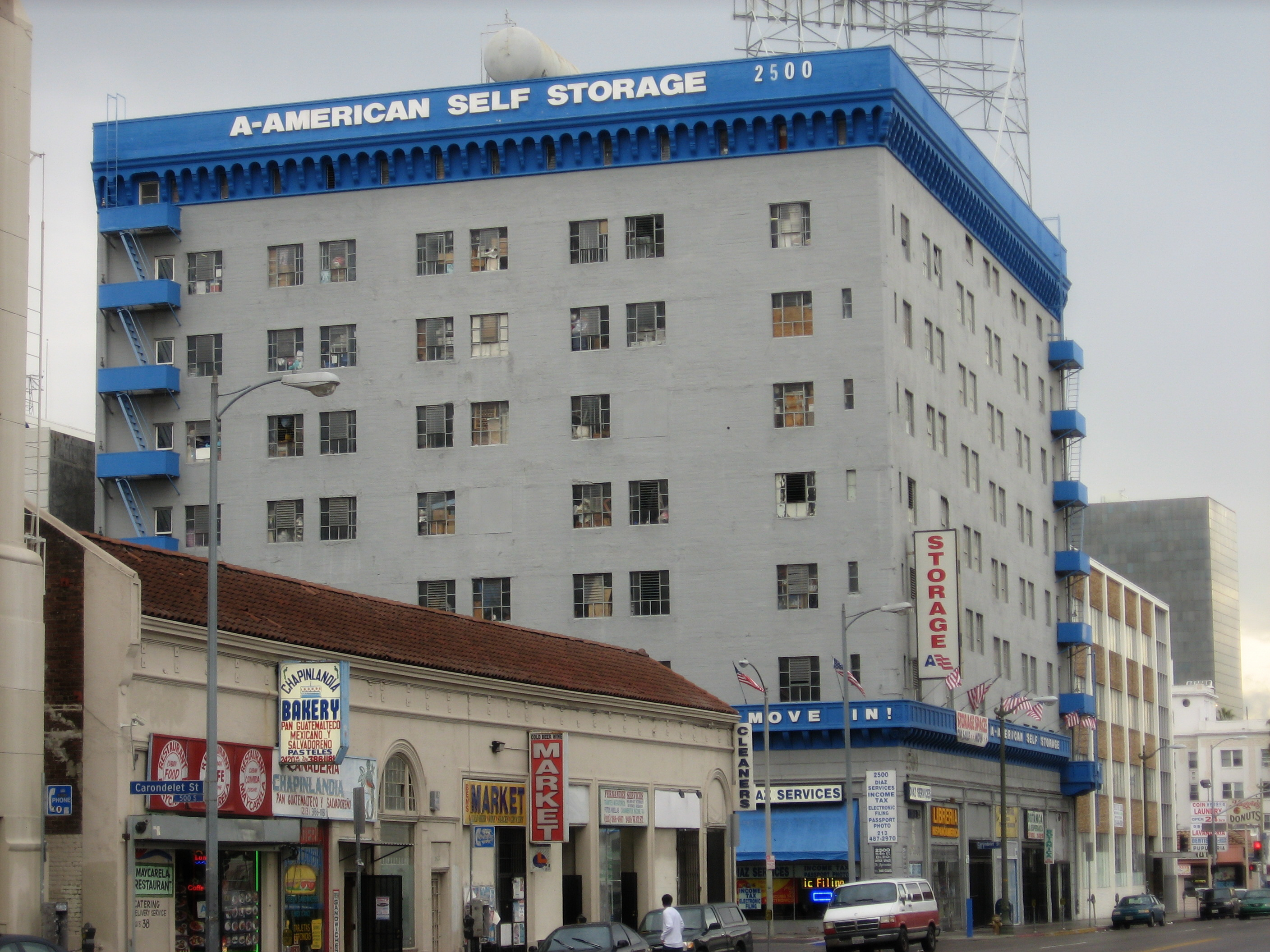
Будівля self storage, Лос-Анджелес, Каліфорнія, США

Послуга індивідуального зберігання у Сполучених Штатах користується неабияким попитом. Кожен 11-й американець витрачає в середньому 90 доларів США щомісяця за користування власним складом. Станом на кінець 2019 року в США налічувалось 47 539 приміщень для індивідуального зберігання загальною площею більш ніж 176 мільйонів м². У 2018 році галузь оцінювали у 38 мільярдів доларів США (2018), а американка Тамара Густавсон (self storage бізнес) зайняла 413 стрічку у Рейтингу найзаможніших людей світу 2018 року за версією Форбс зі статком 4,6 мільярди доларів США.

### Європа
Європейські країни значно поступаються США у обсягах. За даними Європейської федерації індивідуального зберігання (FEDESSA) у Європі налічується 4 290 об'єктів self storage (2019). Європейським лідером є Велика Британія, де налічується 1 582 майданчики для індивідуального зберігання речей загальною площею 4,3 мільйони м² та фінансовим показником у 720 мільйонів фунтів стерлінгів (2019). Далі ідуть Франція (505 об’єктів), Іспанія (504), Нідерланди (315), Німеччина (273).

### Україна
Першими, так званими, індивідуальними боксами українці обзавелись за часів СРСР, коли почали виникати гаражні кооперативи і власники, які не мали автомобіля, використовували гаражі як приміщення для зберігання речей. А послуга self storage у її сучасному вигляді стала доступна українцям у 2015 році. Особливістю українського ринку є те, що попит на власний бокс викликає не мобільність населення, а бажання звільнити своє житло від непотрібних або сезонних речей та зацікавленість численних невеликих інтернет-магазинів, стартапів.

## Тенденції та перспективи
У Сполучених Штатах Америки та країнах Європи, де галузь функціонує тривалий час, жорстка конкуренція примушує операторів ринку вишукувати кращі ділянки поблизу житлових та комерційних районів, ставати більш досвідченими у виробництві модульних контейнерів, що дозволяє швидко розгорнутися і розпочати роботу. Зростаючий попит на self storage в США створюється людьми, що переїжджають (приблизно 40 мільйонів людей мігрують щороку за даними перепису в США),.
Новою концепцією стає так зване «поштове зберігання», яке має ряд ключових відмінностей. При такому варіанті послуги клієнт сплачує за фактичний об'єм зданих на зберігання речей, а не орендує визначену площу. Орендодавець забезпечує логістику, зберігання у загальному сховищі та повернення за вимогою. Головна відмінність – відсутність доступу до своїх речей під час зберігання.
Для України галузь індивідуального зберігання нова, переживає період становлення і стандартизації (створена та функціонує «Українська Асоціація Компаній Індивідуального Зберігання»), завойовує свого споживача. Сприяє розвитку і відносно невелика вартість оренди — в середньому 450 гривень на місяць за м² (лютий 2021).
Незважаючи на те, що є зрілою галуззю, індивідуальне зберігання речей переживає інновації та зростання, продовжує бути цікавою сферою для інвестицій та ведення бізнесу.

## Цікаві факти
У Сполучених Штатах власники складських комплексів можуть виставляти на аукціон речі з боксів індивідуального зберігання, орендна плата за які тривалий час не сплачується. Підприємливі американці перетворили це на шоу і тепер по багатьом телевізійним каналам можна побачити цикл передач накшталт «Storage Wars», «Storage Hunters», «Auction Hunters», «Container Wars». За сценарієм, контейнер відкривається на кілька хвилин для поверхневого огляду вмісту, потім проводиться аукціон. Купуючи вміст контейнера, учасники фактично купують «кота у мішку» і можуть як добре заробити, так і марно витратити кошти. Подібні передачі користуються популярністю і тому їх продовжують знімати у Канаді та Великій Британії. Більше того, за мотивами шоу, випущено кілька комп’ютерних ігор, де кожен може спробувати себе у ролі «мисливця за контейнерами».